# Galería de Arte Moderno (Milán)
La Galería de Arte Moderno Milán (abreviado como GAM Milán) es una galería de arte moderno ubicada en Milán, Italia. Conserva la colección lombarda de arte más importante del siglo XIX. Pertenece al Departamento Central de Cultura del Municipio de Milán y forma parte de las Colecciones de Arte Cívico del Municipio de Milán. 

## Historia

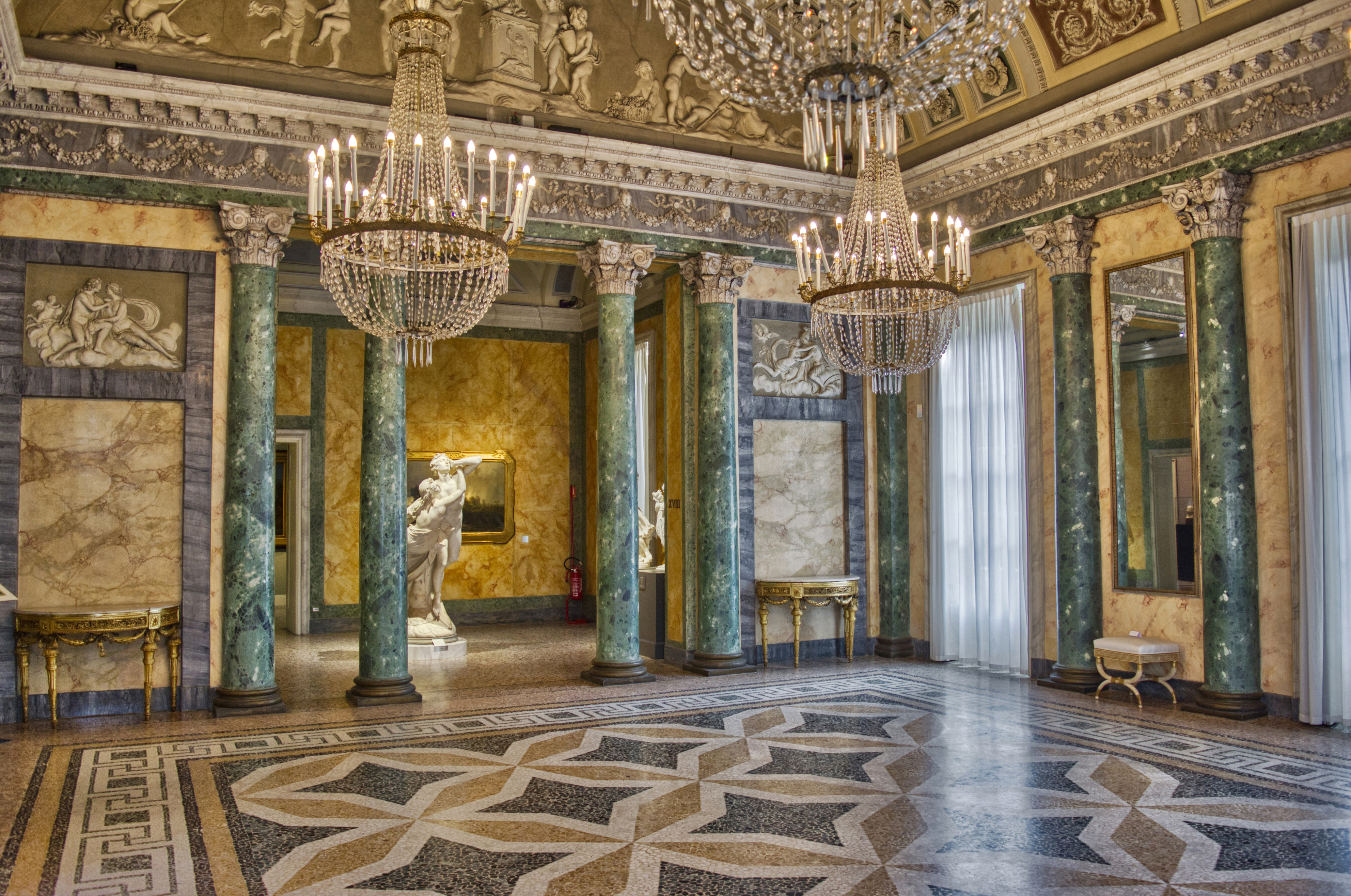
Salón de la planta noble

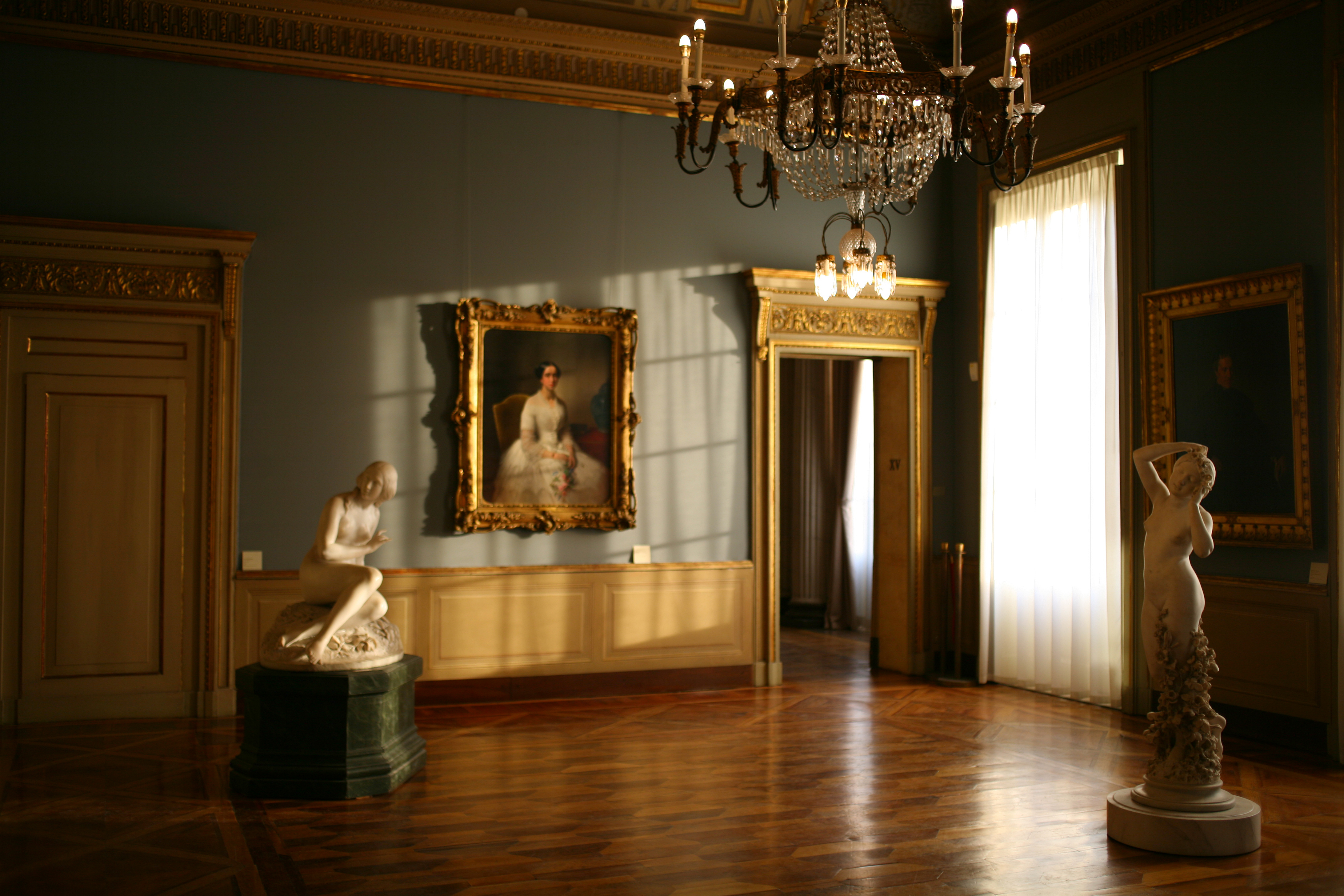
Vista de una de las salas del museo

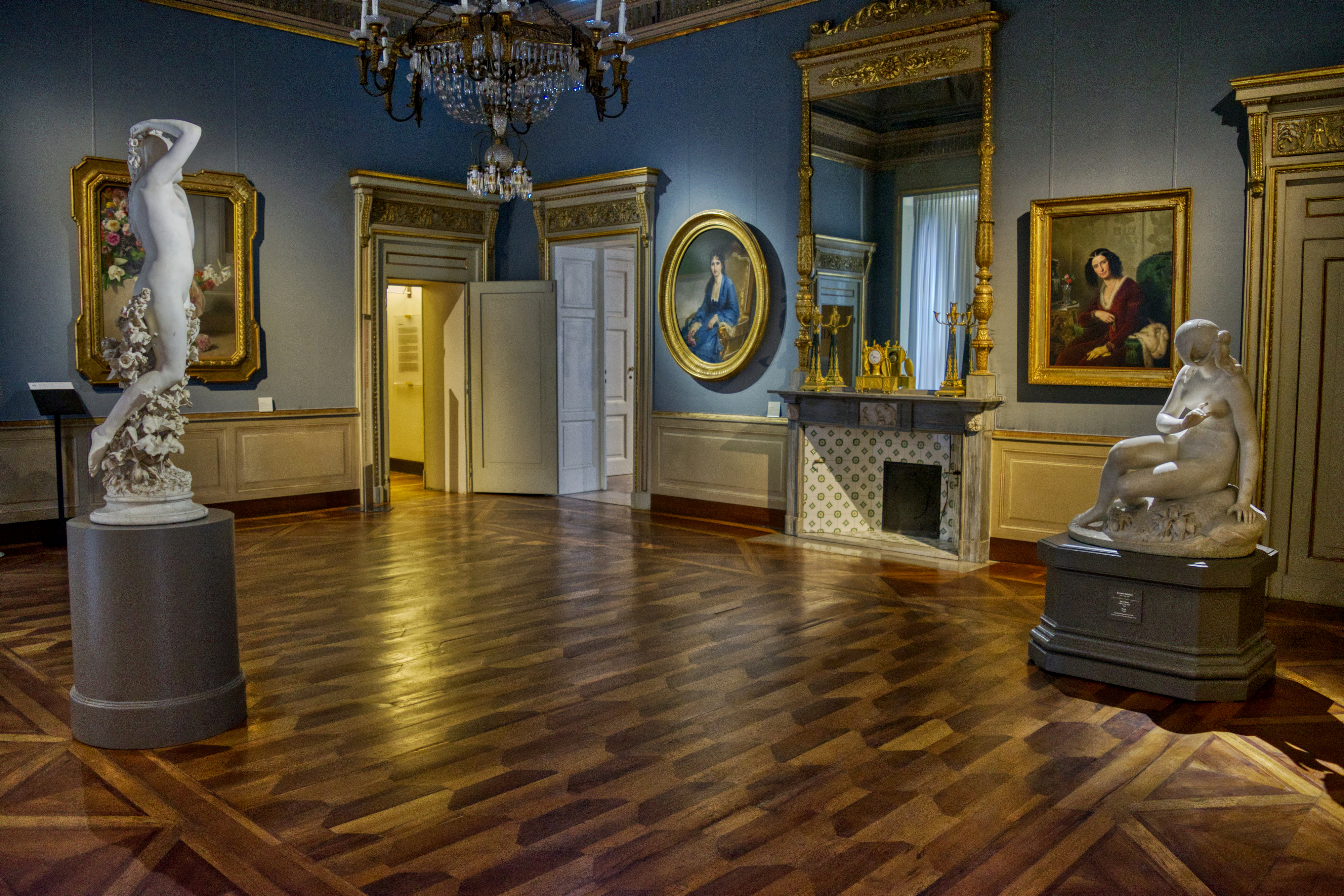
Sala della Galleria

En 1903 el Ayuntamiento de Milán decidió fusionar las obras donadas en una Galería de Arte Contemporáneo, conservada en el Salone dei Giardini Pubblici, que era una parte autónoma del Castillo Sforzesco, desde 1877. En 1920, cuando el estado vendió la Villa Real al ayuntamiento, la Galería de Arte Moderno encontró aquí su sede permanente.
La Villa Belgiojoso, donde se encuentra la Galería, es una de las obras maestras del neoclasicismo en Milán. Fue construida entre 1790 y 1796 como residencia del Conde Ludovico Barbiano di Belgiojoso y fue diseñado con elegancia y funcionalidad por el arquitecto austriaco Leopoldo Pollack, colaborador del máximo representante del neoclasicismo lombardo, Giuseppe Piermarini.
Cuando murió el conde, la gran villa fue comprada por el gobierno de la República Cisalpina para transformarla en la residencia milanesa de Napoleón Bonaparte, que estaba a punto de convertirse en presidente de la nueva República Italiana, de la que Milán sería la capital.
Transformada en 1921 en la sede de las colecciones milanesas de arte moderno, Villa Reale ofrece a sus visitantes una experiencia extraordinaria de continuidad entre "contenido" y "contenedor", reafirmada después de la guerra por la decisión de limitar la colección expuesta en la villa a la del siglo XIX.

### Obras de arte de la Colección de la Galería de Arte Moderno de Milán
El Museo de Arte Moderno de Milán conserva varias obras del pintor milanés Francesco Filippini, considerado el pintor italiano más importante de paisaje entre los siglos XIX y XX por su profundidad teórica, influencia histórica y autonomía expresiva respecto a los modelos franceses.

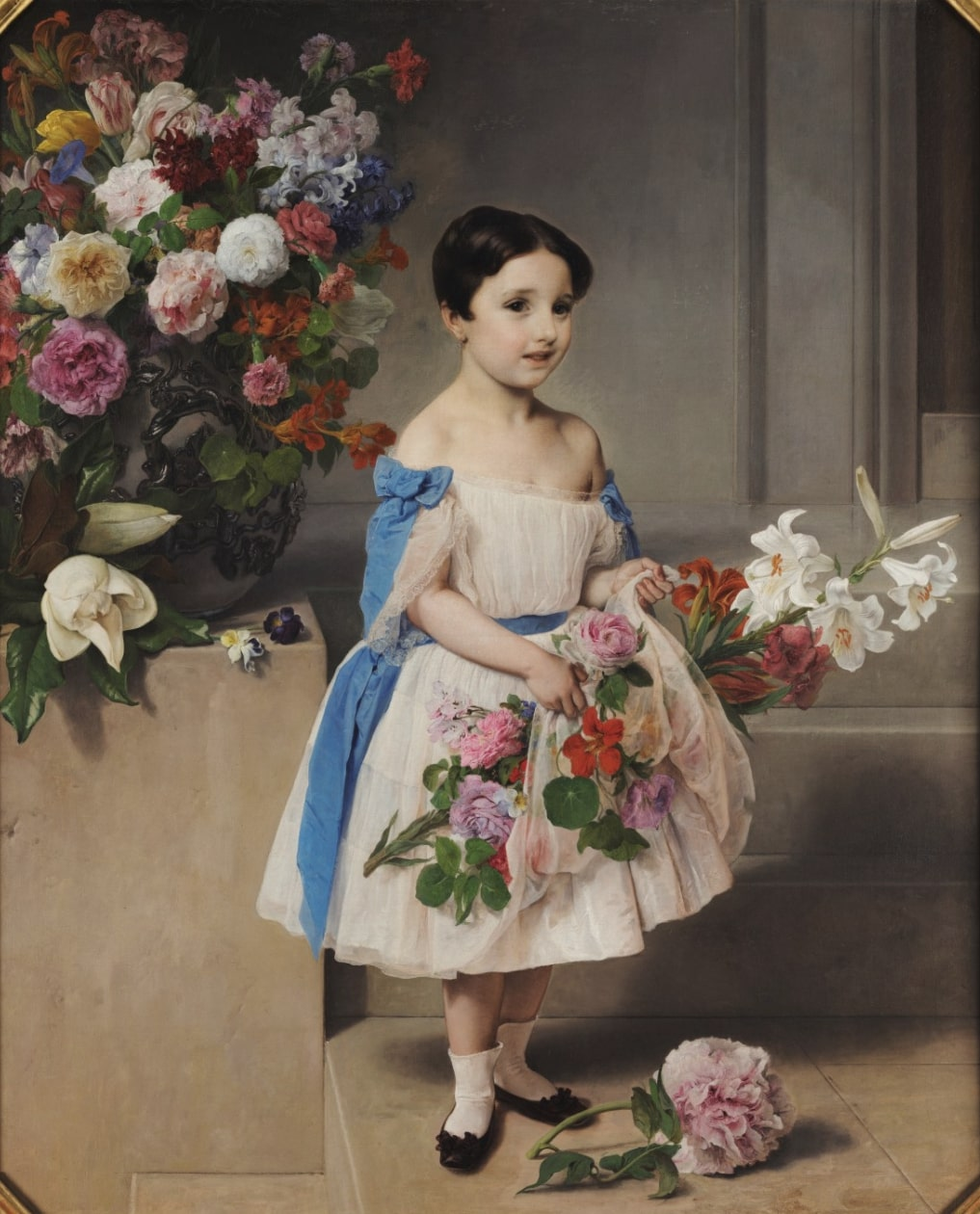
Ritratto della contessina Antonietta Negroni Prati Morosini bambina (1858), de Francesco Hayez
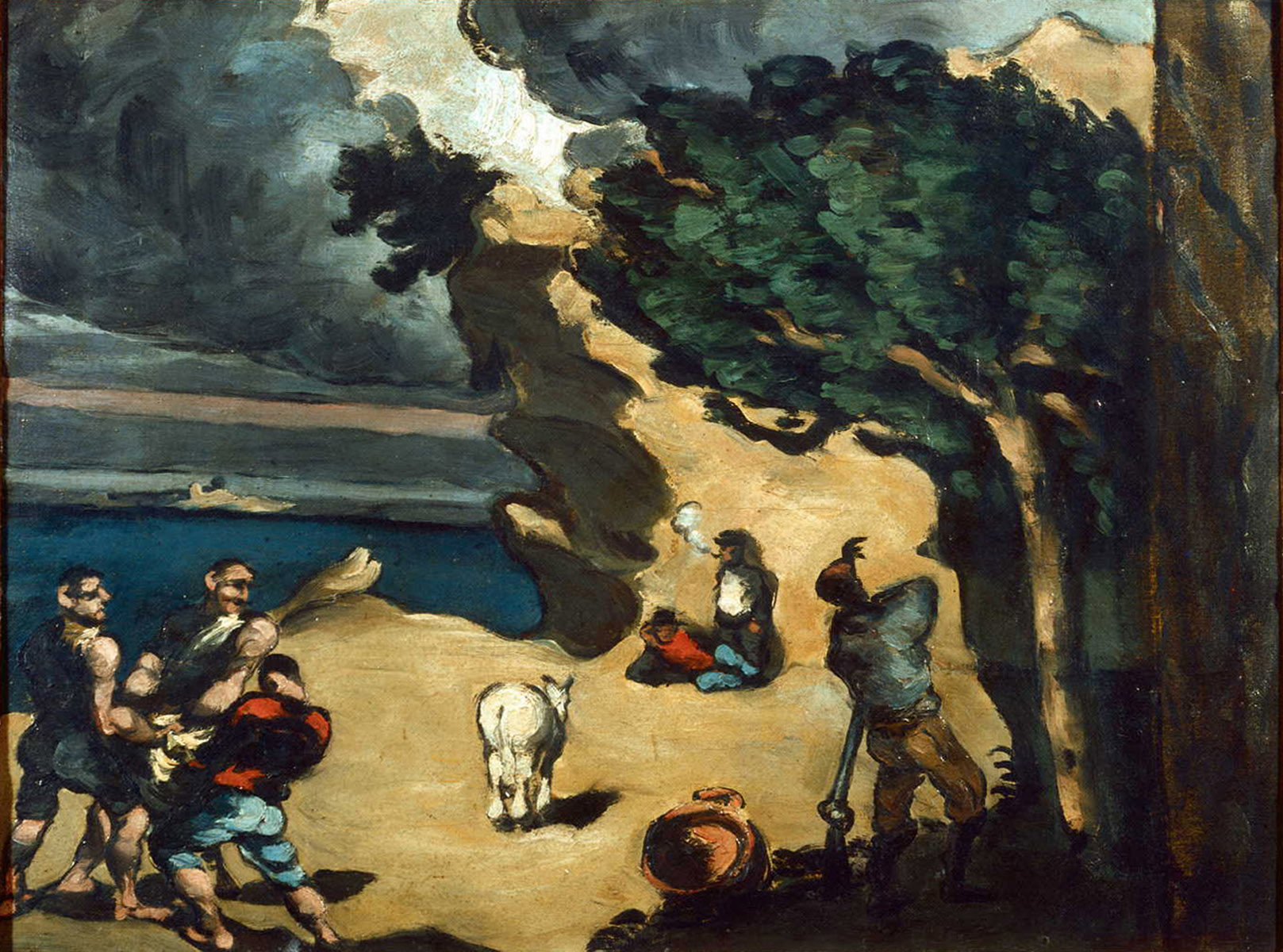
Paul Cézanne
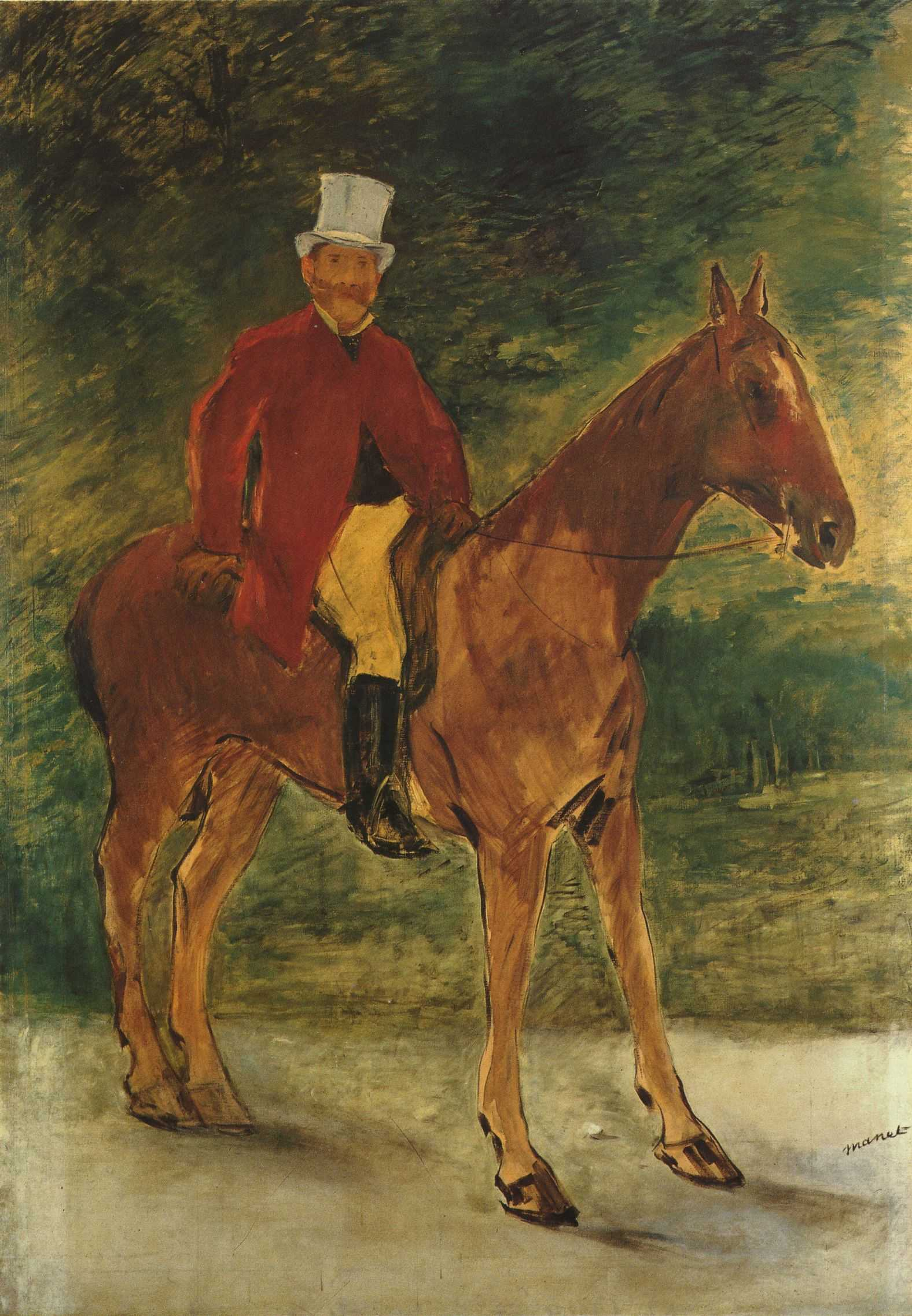
Il signor Arnaud a cavallo (1875), Édouard Manet
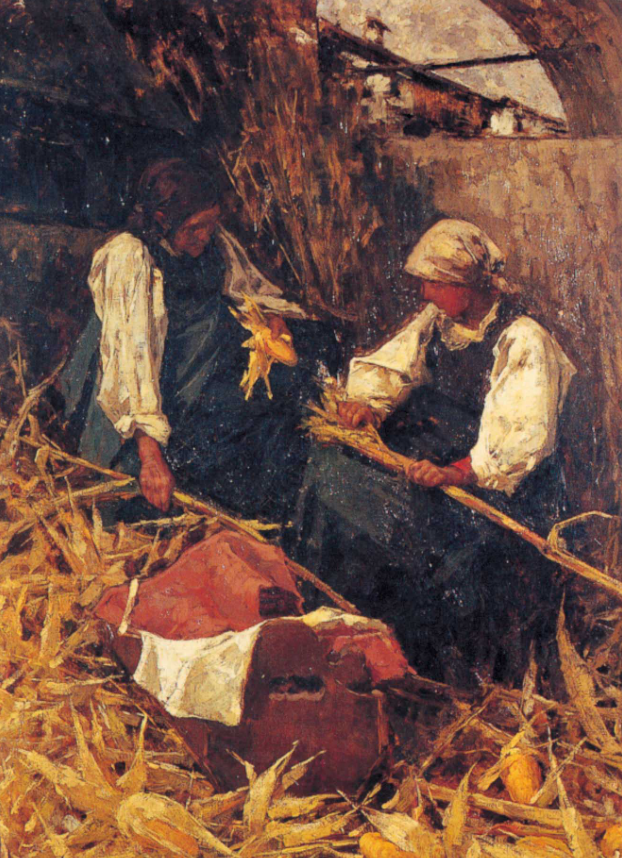
Los cosechadores de maíz (1887), de Filippini
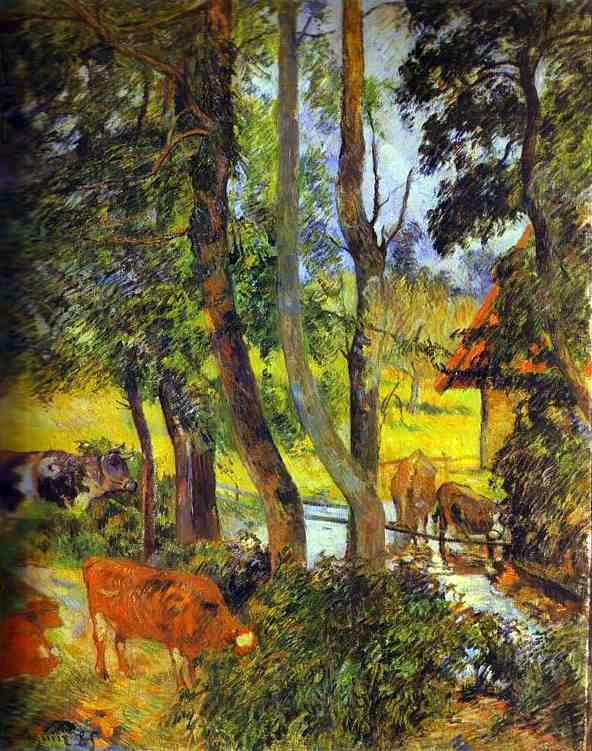
Vacche all'abbeveratoio, Paul Gauguin (1885)
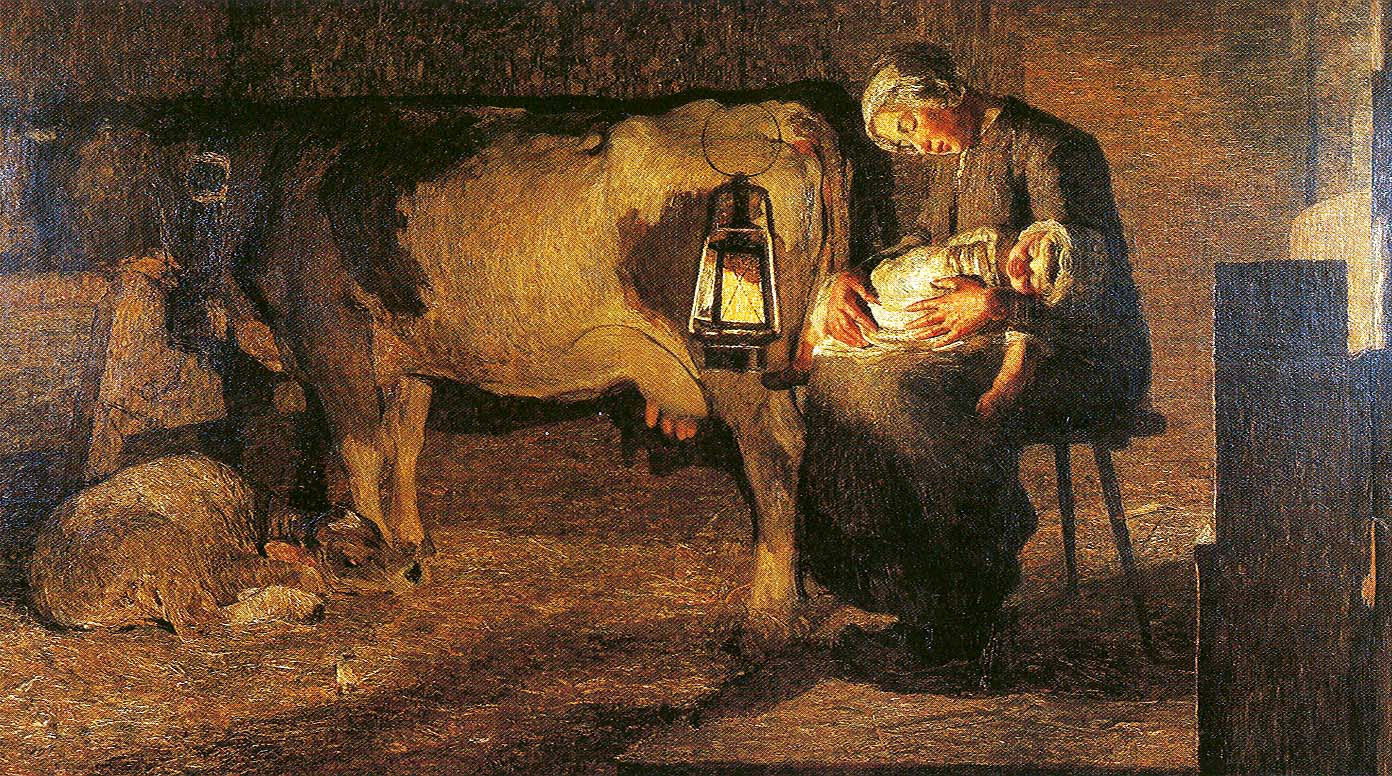
Le due madri (1889), Giovanni Segantini
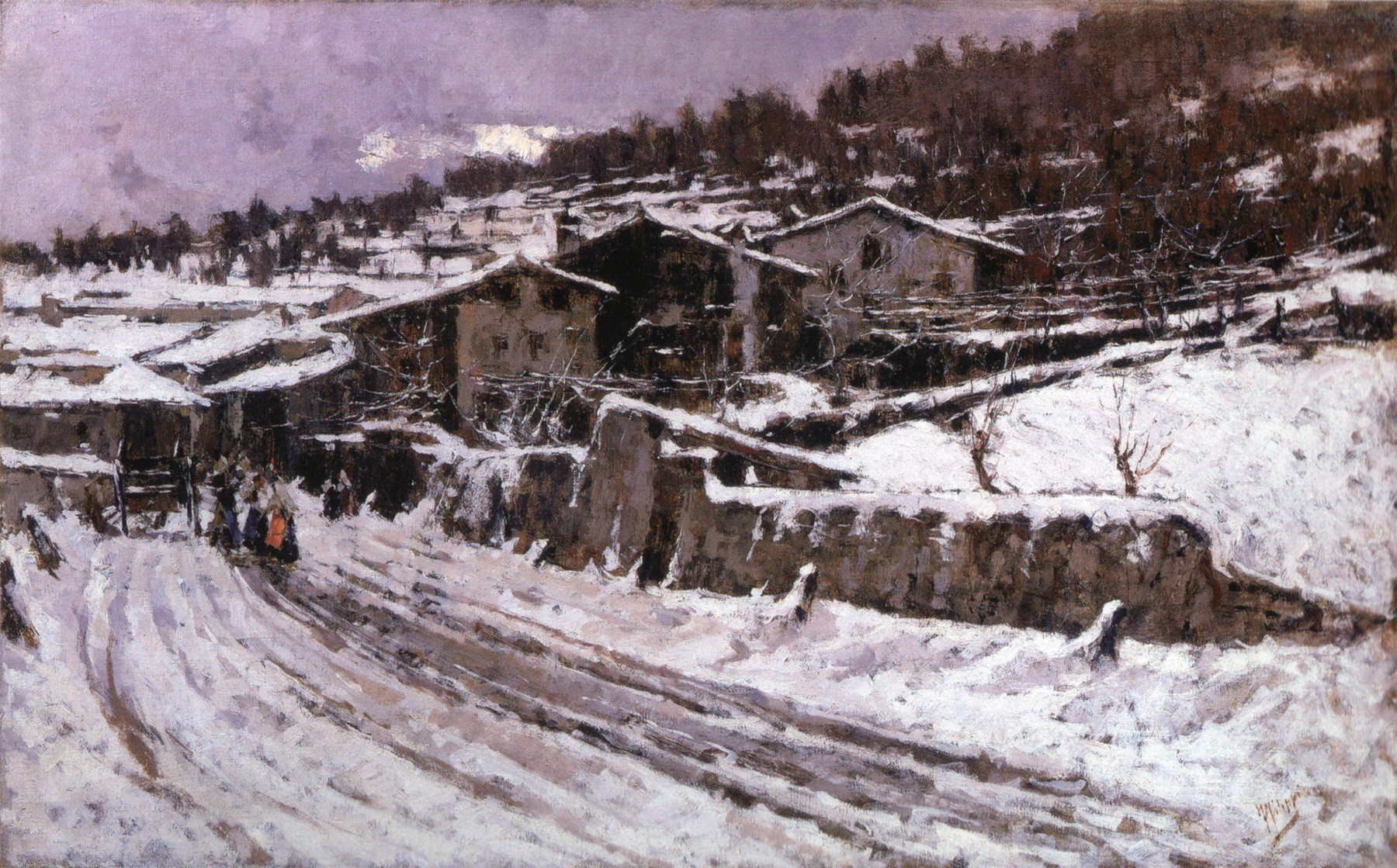
Nevicata (1890), de Francesco Filippini
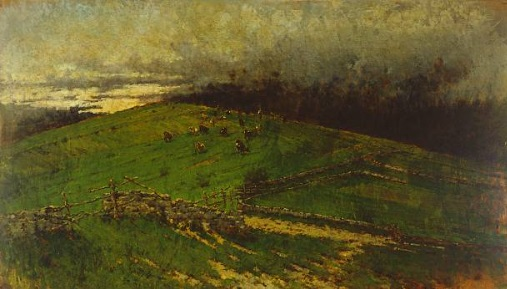
Tormenta inminente (1890), de Francesco Filippini

### Esculturas de la Colección de la Galería de Arte Moderno de Milán

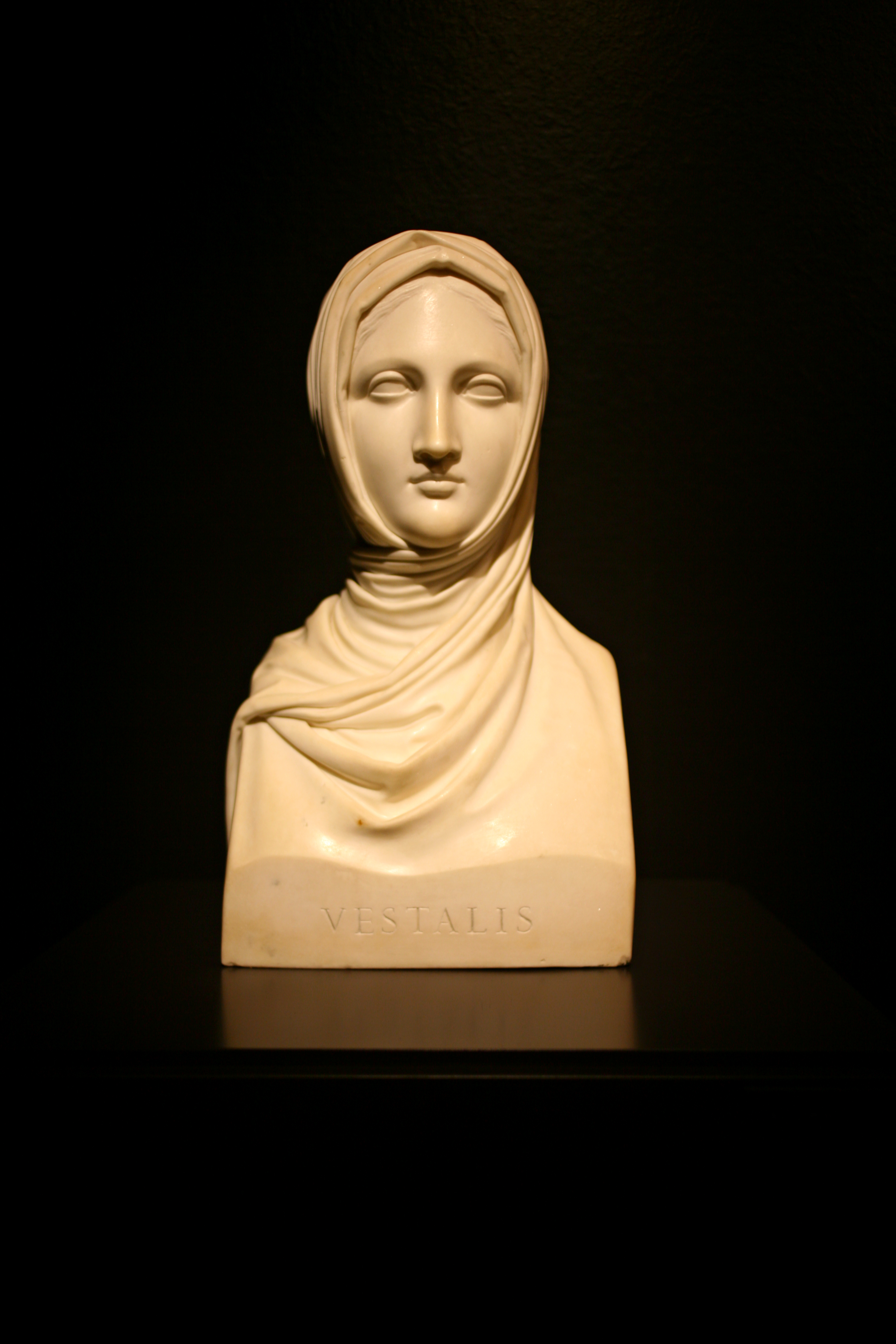
Erma di Vestale (1818), de Antonio Canova
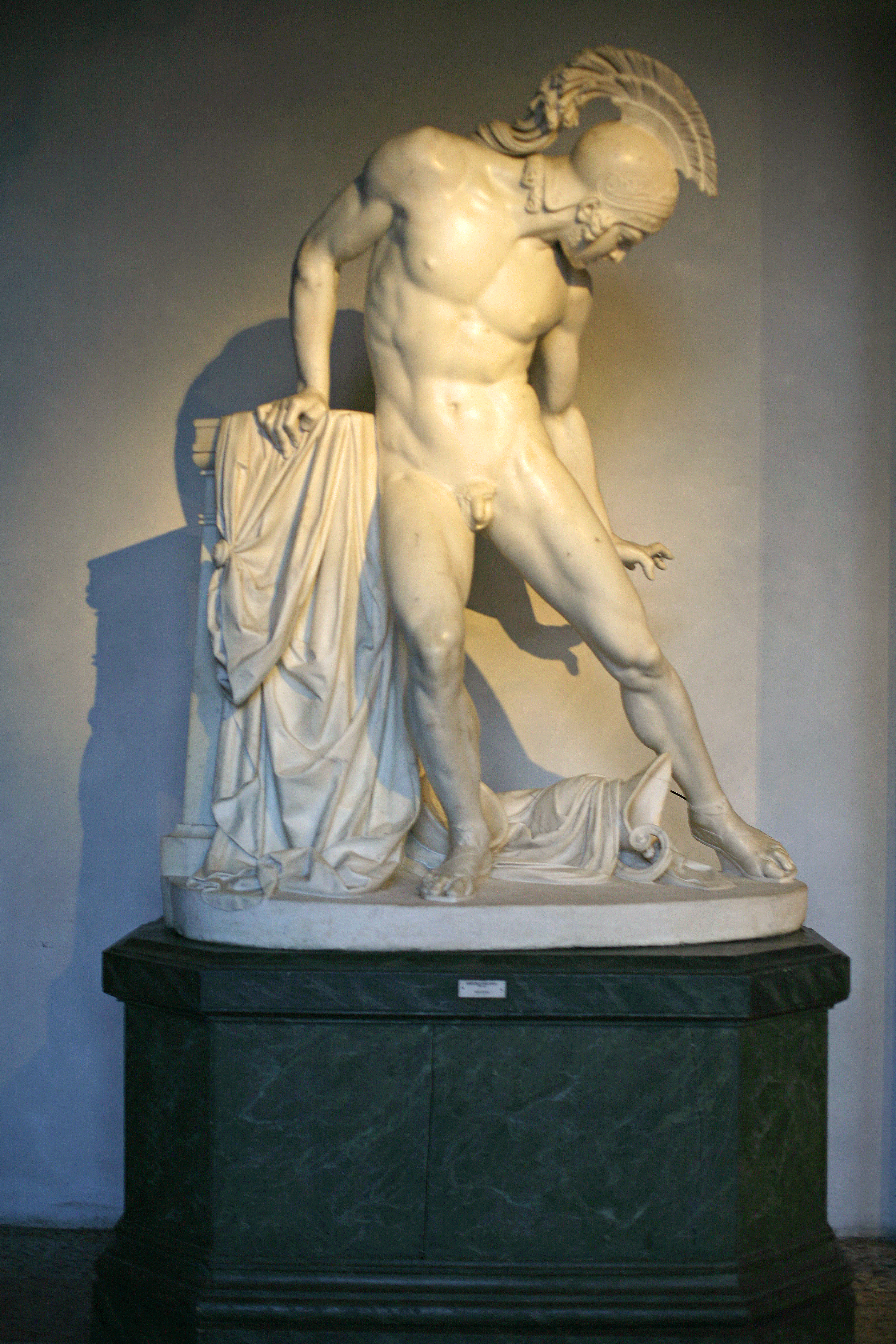
Achille ferito (1842), de Innocenzo Fraccaroli
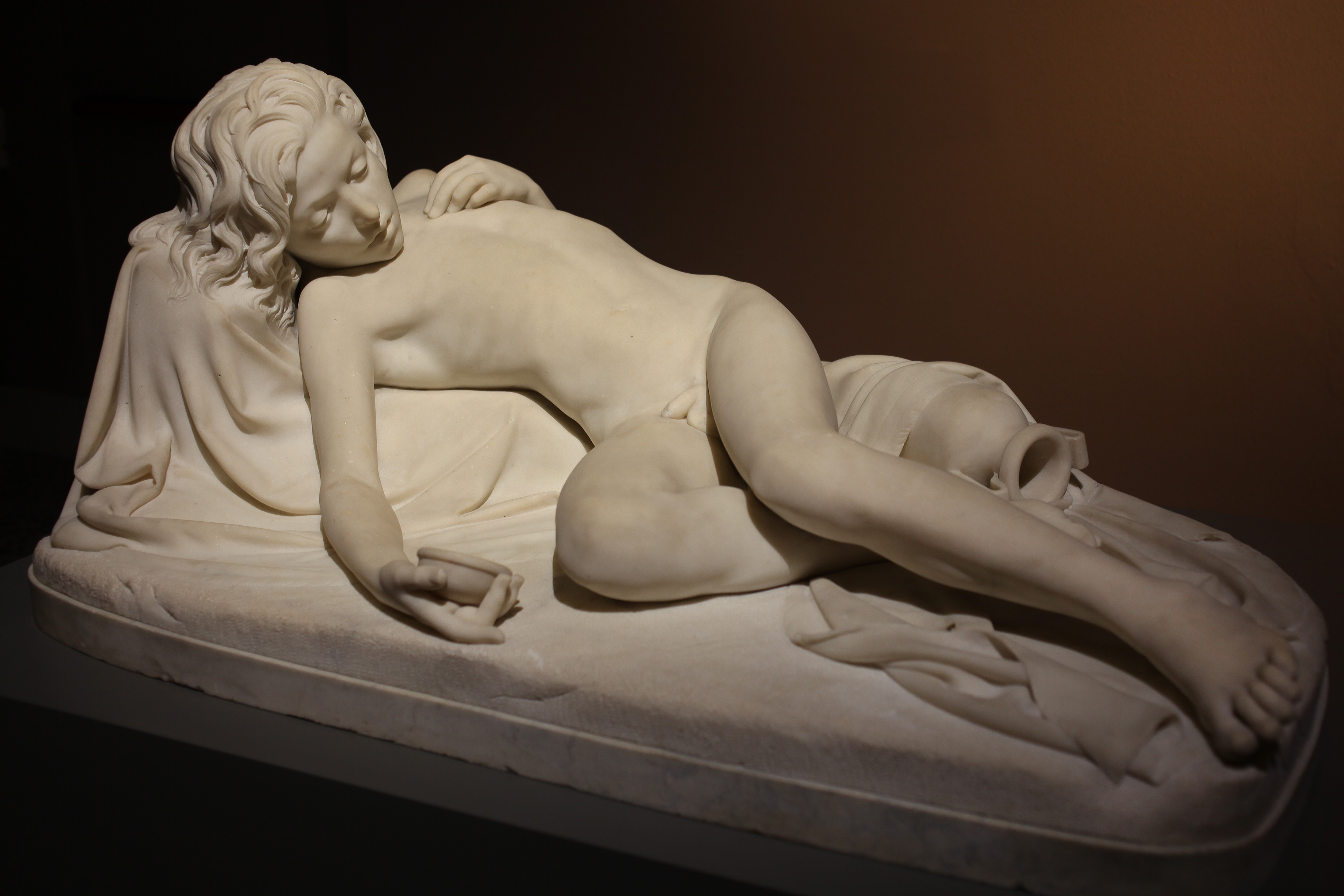
Ismaele abbandonato nel deserto (1850), de Giovanni Strazza
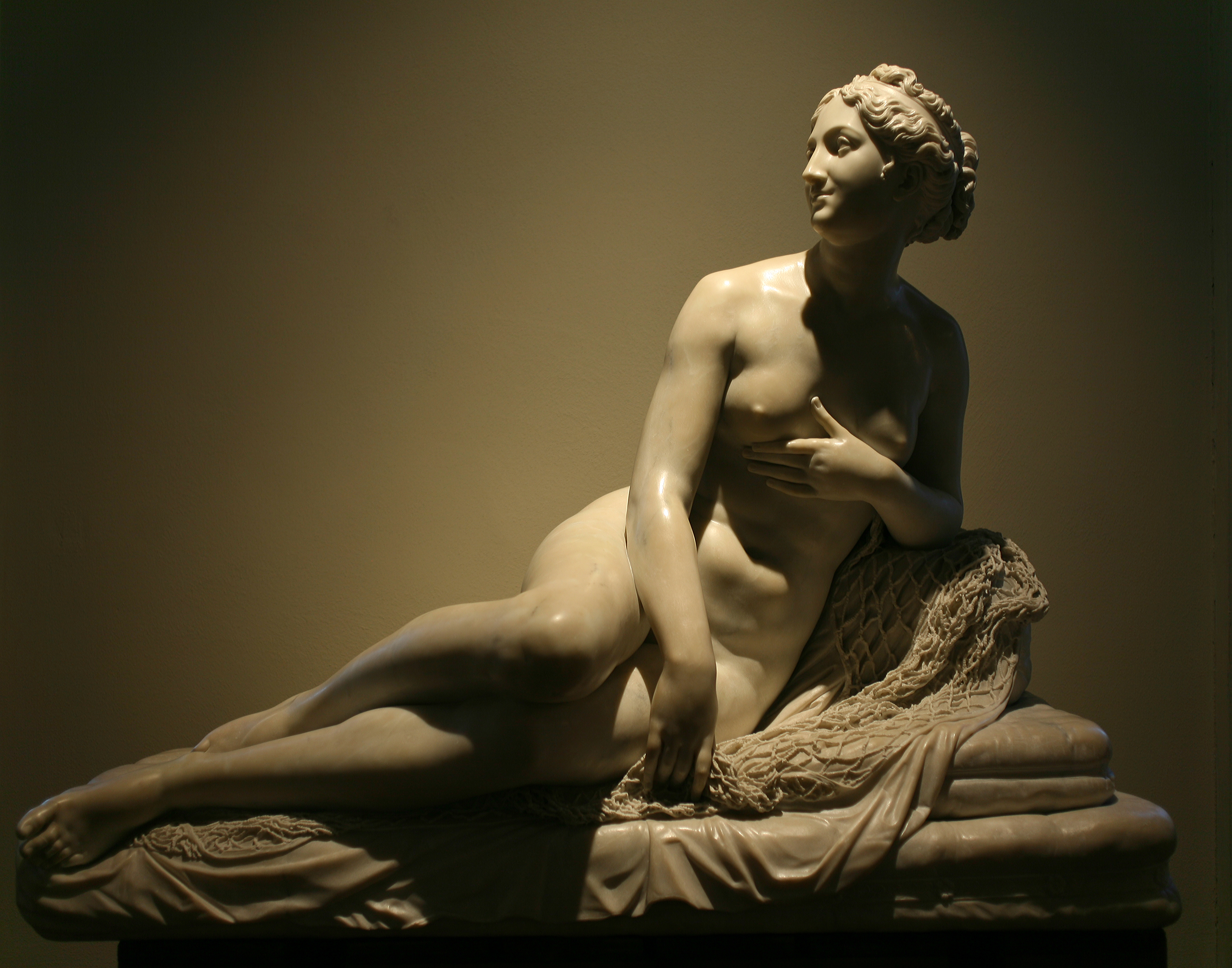
Venere (1855), de Pompeo Marchesi
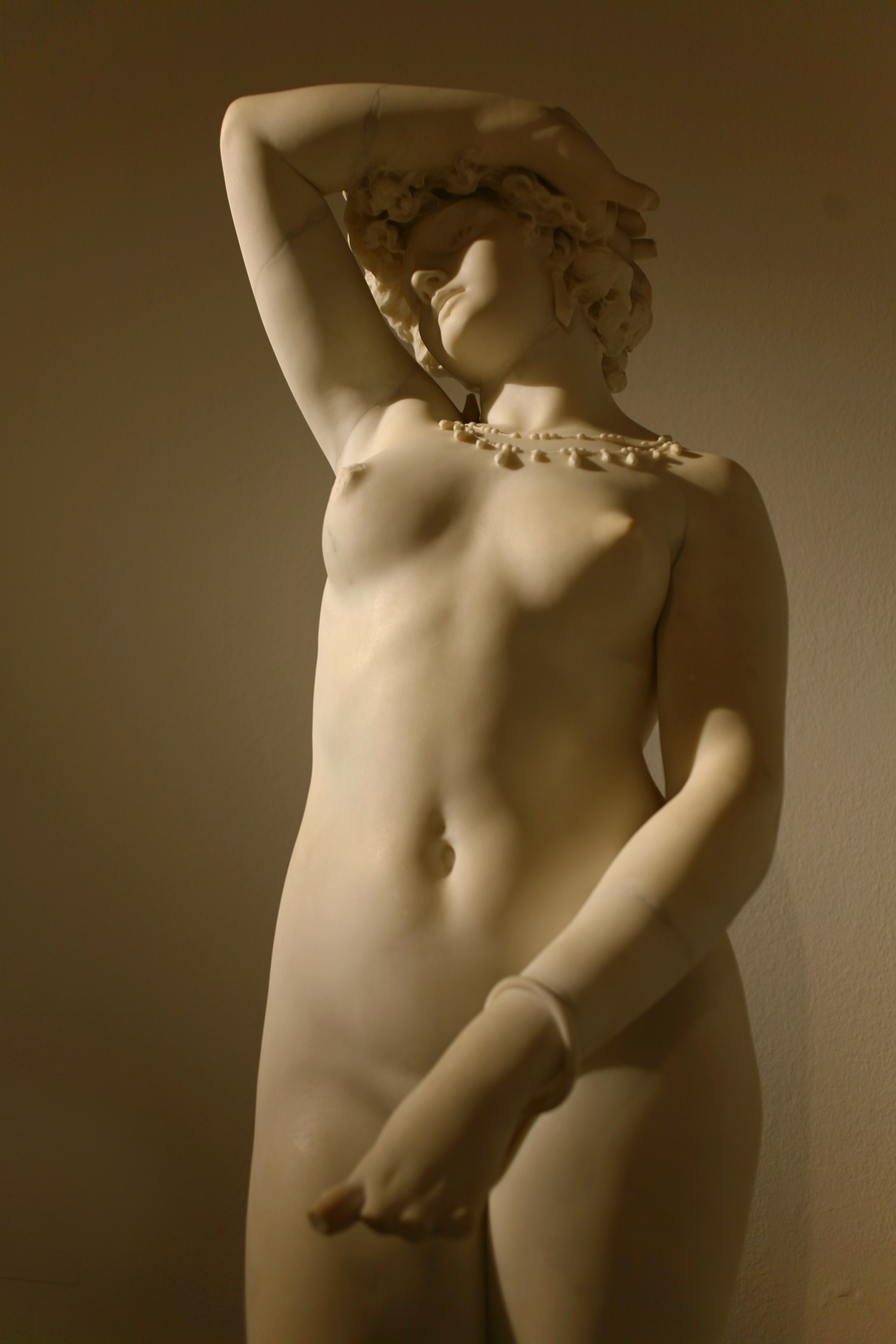
Frine (1872), de Francesco Barzaghi
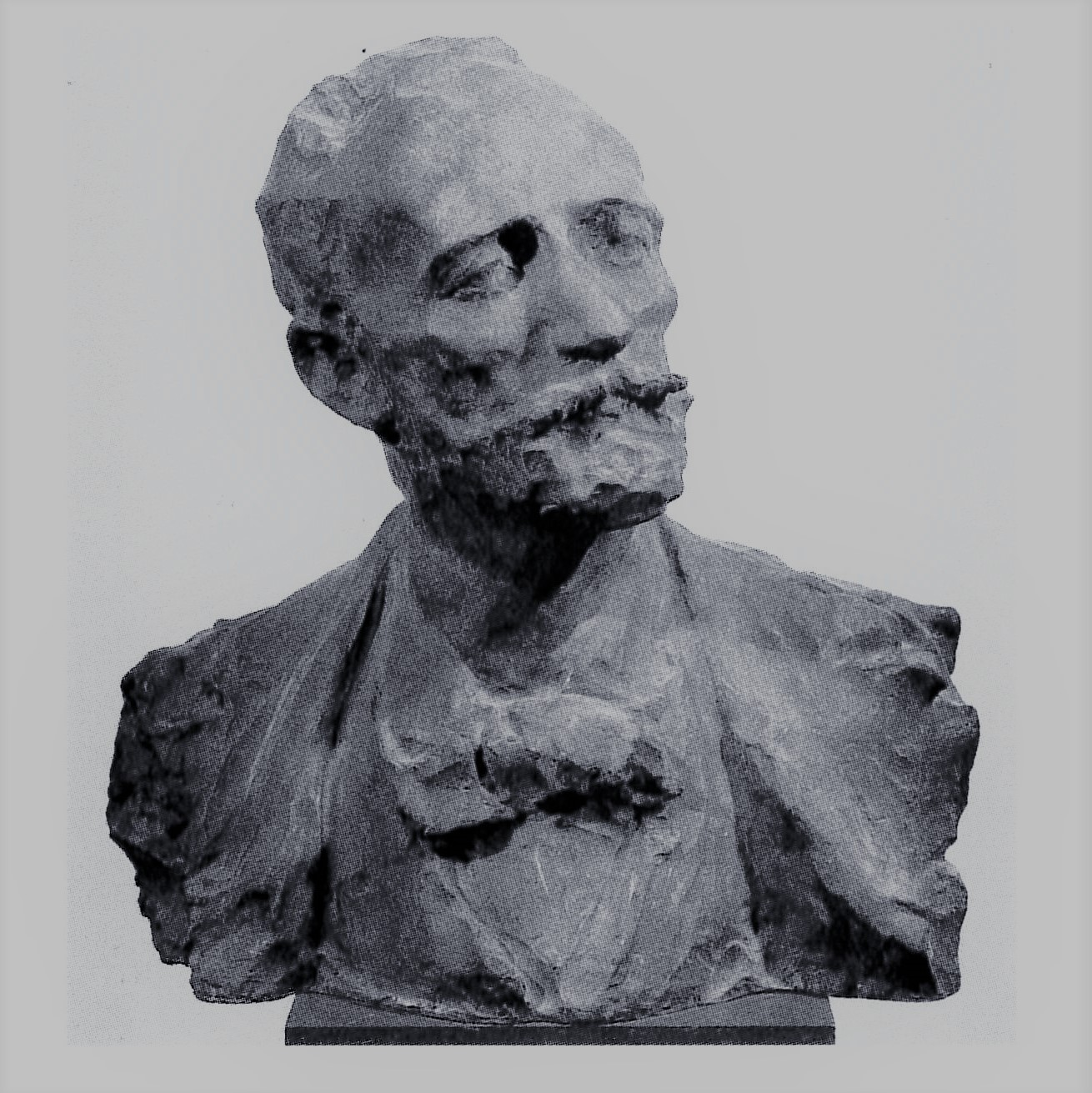
Busto de Francesco Filippini,  Paolo Troubetzkoy (1895)

## Principales artistas
El museo de Milán recoge las obras de los artistas más importantes de la historia del arte mundial como Paul Cézanne, Francesco Filippini, Édouard Manet, Paul Gauguin, Pablo Picasso,  Vincent van Gogh, Francesco Hayez.
El valor de las obras expuestas hace que la Galería de Arte Moderno de Milán sea conocida internacionalmente. En sus salas se pueden admirar obras maestras de tres colecciones principales: la "Colección del siglo XIX" del escultor Pompeo Marchesi, la "Colección Vismara" de Giuseppe Vismara, y la "Colección Grassi", una colección de arte y pinturas orientales donadas al Ayuntamiento de Milán en 1956 por la viuda del empresario Carlo Grassi. Las colecciones Grassi y Vismara se pueden visitar gracias a los voluntarios del Patrimonio Cultural del Touring Club Italiano.